# Йонемура Томоко
Йонемура Томоко (нар. 7 січня 1982) — колишня японська тенісистка.
Найвищу одиночну позицію світового рейтингу — 148 місце досягла 4 травня 2009, парну — 144 місце — 11 квітня 2005 року.
Здобула 7 одиночних та 11 парних титулів.
Завершила кар'єру 2015 року.

## Фінали ITF
| Легенда         |
| --------------- |
| турніри $60,000 |
| турніри $25,000 |
| турніри $10,000 |

### Одиночний розряд: 10 (7–3)
| Результат | Ранг | Дата            | Турнір                        | Покриття   | Суперниця          | Рахунок             |
| --------- | ---- | --------------- | ----------------------------- | ---------- | ------------------ | ------------------- |
| Перемога  | 1.   | 18 вересня 2002 | ITF Кіото, Японія             | Тверде (i) | Іноуе Майко        | 6–3, 6–3            |
| Перемога  | 2.   | 28 вересня 2003 | ITF Хіросіма, Японія          | Трава      | Такаґісі Томойо    | 6–4, 6–1            |
| Перемога  | 3.   | 5 вересня 2004  | ITF Сайтама, Японія           | Тверде     | Като Мая           | 6–3, 6–3            |
| Перемога  | 4.   | 28 травня 2006  | ITF Наґано, Японія            | Килим      | Сара Борвелл       | 7–5, ret.           |
| Поразка   | 5.   | 16 липня 2006   | ITF Міядзакі, Японія          | Килим      | Еріка Такао        | 5–7, 3–6            |
| Перемога  | 6.   | 11 травня 2008  | Fukuoka International, Японія | Килим      | Тамарін Танасугарн | 6–1, 2–6, 7–6(10–8) |
| Перемога  | 7.   | 31 травня 2008  | ITF Ґумма, Японія             | Килим      | Куміко Їдзіма      | 6–0, 6–3            |
| Поразка   | 8.   | 3 травня 2009   | Kangaroo Cup, Японія          | Килим      | Накамура Айко      | 1–6, 4–6            |
| Перемога  | 9.   | 4 жовтня 2009   | ITF Хаманако, Японія          | Килим      | Дой Місакі         | 6–4, 7–6(7–3)       |
| Поразка   | 10.  | 24 липня 2010   | ITF Нонтхабурі, Таїланд       | Тверде     | Нудніда Луангам    | 6–2, 5–7, 1–6       |

### Парний розряд: 21 (11–10)
| Результат | Ранг | Дата            | Турнір                        | Покриття | Партнерка         | Суперниця                              | Рахунок               |
| --------- | ---- | --------------- | ----------------------------- | -------- | ----------------- | -------------------------------------- | --------------------- |
| Поразка   | 1.   | 24 червня 2001  | ITF Монреаль, Канада          | Тверде   | Аяно Такеуті      | Аояма Каорі Макі Арай                  | 1–6, 3–6              |
| Поразка   | 2.   | 1 липня 2001    | ITF Лашін, Канада             | Тверде   | Аяно Такеуті      | Адрія Енґел Алінор Трісеррі            | 2–6, 1–6              |
| Перемога  | 3.   | 18 травня 2003  | ITF Наґано, Японія            | Трава    | Томоко Тайра      | Арай Макі Накамура Айко                | 6–3, 6–1              |
| Поразка   | 4.   | 8 червня 2003   | ITF Сеул, Південна Корея      | Тверде   | Ху Чін-Бі         | Хісамацу Сіхо Чон Мі Ра                | 3–6, 1–6              |
| Поразка   | 5.   | 19 жовтня 2003  | ITF Хайбара, Японія           | Килим    | Такасе Аямі       | Хісамацу Сіхо Чон Мі Ра                | 2–6, 7–5, 3–6         |
| Поразка   | 6.   | 6 червня 2004   | ITF Чханвон, Південна Корея   | Тверде   | Такасе Аямі       | Чан Кйон Мі Kim Jin-hee                | 5–7, 4–6              |
| Перемога  | 7.   | 17 липня 2004   | ITF Ґумма, Японія             | Килим    | Маюмі Ямамото     | Аояма Каорі Такасе Аямі                | 6–4, 4–6, 6–3         |
| Поразка   | 8.   | 27 березня 2005 | ITF Сан-Луїс-Потосі, Мексика  | Ґрунт    | Жоана Кортез      | Лурдес Домінгес Ліно Кларіса Фернандес | 2–6, 2–6              |
| Перемога  | 9.   | 29 травня 2005  | ITF Наґано, Японія            | Килим    | Такемура Рьоко    | Kim Hea-mi Таґуті Кейко                | 6–1, 7–6(7–5)         |
| Перемога  | 10.  | 24 вересня 2005 | ITF Ібаракі, Японія           | Тверде   | Такемура Рьоко    | Чон Мі Ра Такасе Аямі                  | 6–2, 6–4              |
| Перемога  | 11.  | 23 жовтня 2005  | ITF Макінохара, Японія        | Килим    | Такемура Рьоко    | Окамото Сейко Такасе Аямі              | 6–4, 6–3              |
| Поразка   | 12.  | 28 травня 2006  | ITF Наґано, Японія            | Килим    | Ремі Тедзука      | Куміко Їдзіма Намігата Дзюнрі          | 3–6, 6–7(3–7)         |
| Перемога  | 13.  | 6 липня 2008    | ITF Ватерлоо, Канада          | Ґрунт    | Йонемура Акіко    | Лорен Албанезе Александра Мюллер       | 6–1, 4–6, [10–3]      |
| Поразка   | 14.  | 20 липня 2008   | ITF Міядзакі, Японія          | Килим    | Кіміко Дате       | Дой Місакі Нара Курумі                 | 6–4, 3–6, [7–10]      |
| Поразка   | 15.  | 22 березня 2009 | ITF Реддінг, США              | Тверде   | Олександра Панова | Ганна Орлик Маша Зець-Пешкирич         | 6–7(4–7), 4–6         |
| Перемога  | 16.  | 10 травня 2009  | Fukuoka International, Японія | Трава    | Акіко Йонемура    | Маекава Аяка Намігата Дзюнрі           | 6–2, 6–7(3–7), [10–3] |
| Поразка   | 17.  | 26 вересня 2009 | ITF Міядзакі, Японія          | Килим    | Танака Марі       | Нара Курумі Еріка Сема                 | 0–6, 0–6              |
| Перемога  | 18.  | 2 травня 2010   | Kangaroo Cup, Японія          | Тверде   | Сема Еріка        | Ксенія Ликіна Мелані Саут              | 6–3, 2–6, [10–7]      |
| Перемога  | 19.  | 30 травня 2010  | ITF Кусацу, Японія            | Килим    | Їдзіма Куміко     | Като Мая Маекава Аяка                  | 6–7(5–7), 6–4, [10–8] |
| Перемога  | 20.  | 4 липня 2010    | ITF Пособланко, Іспанія       | Тверде   | Йонемура Акіко    | Валентина Івахненко Катерина Козлова   | 6–4, 3–6, [10–4]      |
| Перемога  | 21.  | 24 липня 2010   | ITF Нонтхабурі, Таїланд       | Тверде   | Йонемура Акіко    | Kim So-jung Тедзука Ремі               | 6–2, 6–4              |